# Kolize galaxie v Andromedě s Mléčnou dráhou

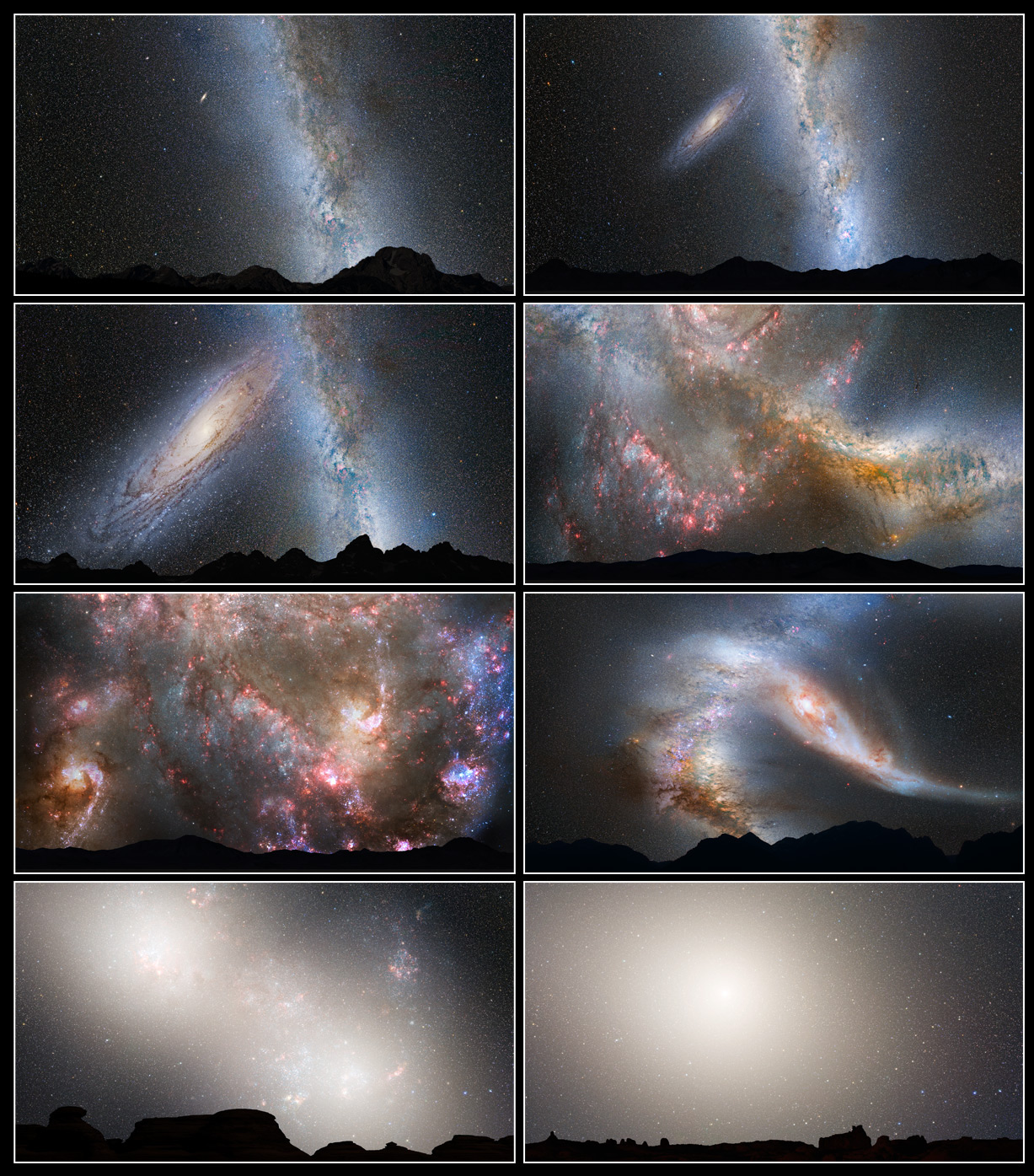
Fotografické ilustrace předpokládaného střetu Mléčné dráhy s Andromedou

Kolize Galaxie v Andromedě s Mléčnou dráhou je předpovídaný střet galaxií, ke kterému dojde přibližně za 4,5 miliardy let. Z obou spirálních galaxií se stane jedna nepravidelná eliptická galaxie. Podle měření Dopplerova jevu se obě galaxie k sobě přibližují rychlostí asi 100 km/s. To je pomalejší než samotný pohyb hvězd uvnitř galaxie (Slunce obíhá kolem středu galaxie rychlostí asi 250 km/s). Výpočty času a průběhu střetu nemohou být přesné vzhledem k tomu, že není známo množství temné hmoty mezi galaxiemi. Vzhledem k relativně řídkému rozmístění hvězd v prostoru galaxií nemá střet galaxií takový průběh jako střet pevných těles. Kdyby neexistovala temná hmota a slapové síly, obě galaxie by se prostoupily, vzájemně ovlivnily, avšak galaktická jádra by se od sebe opět vzdálila. Zmíněné vlivy však způsobí, že většina hvězd Mléčné dráhy se z gravitačního vlivu galaktického jádra dostane na oběžnou dráhu kolem jádra Andromedy. Rovněž jádro Mléčné dráhy zůstane součástí nové galaxie. Tento děj bude ukončen asi za 4–5 miliard let od počátku kolize.
Osud sluneční soustavy v důsledku kolize je nejistý. (Slunce se v té době bude již blížit k závěru své fáze hvězdy hlavní posloupnosti.) Průchod nějaké hvězdy tak blízko, aby výrazně ovlivnila oběžné dráhy planet, je málo pravděpodobný. Je však možné, že Slunce spolu s hvězdami nacházejícími se v jeho bezprostředním okolí bude gravitačními silami trvale nebo přechodně vyvrženo ven z galaxie. Podle většiny simulací se Slunce po kolizi dostane na okraj galaxie, asi čtyřikrát dále od jejího středu, než je nyní. Život ve sluneční soustavě (bude-li ještě existovat) však může ohrozit zvýšená míra radiace a vyšší frekvence výbuchů supernov v galaxii. Dalším nebezpečím je možnost, že vlivy okolí uvolní více těles z Oortova oblaku a navedou je na dráhy mířící do středu sluneční soustavy.